# The Cure (Guy Manning)
The Cure is het tweede studioalbum van Guy Manning. Het is uitgebracht onder de groepsnaam Manning. Het is opgenomen gedurende 1999 en 2000 en het album werd uitgegeven in 2000. Het is opgenomen in Heron Garth. Het conceptalbum gaat over het idee dat ons leven niet echt zou zijn, maar wellicht alleen de gedachten van een dwaze.

## Musici
- Guy Manning: gitaar, keyboards, slagwerk, basgitaar, mandoline en zang
- Andy Tillison: keyboards
- Jonathan Barrett: basgitaar
- Simon Baskind : slagwerk
- Laura Fowles: saxofoon
- Ian Fairbairn, Ian Tothill: viool

## Composities
Allen door Manning, behalve waar aangegeven:
1. Syndrome (Manning / Tillison)
  1. Domicile (10:18)
2. Therapy
  1. Real Life (03:59)
  2. A Strange Place (06:48)
  3. Whispers On The Wire (07:33)
  4. Songs Of Faith (11:44)
  5. Falling (06:38)
3. Prognosis
  1. The Cure (17:34)